# Pejman Akbarzadeh
 (février 2013).
Si vous disposez d'ouvrages ou d'articles de référence ou si vous connaissez des sites web de qualité traitant du thème abordé ici, merci de compléter l'article en donnant les références utiles à sa vérifiabilité et en les liant à la section « Notes et références ».
Pejman Akbarzadeh (en persan : پژمان اکبرزاده, est un pianiste et journaliste persan[Interprétation personnelle ?] né le 1980 à Chiraz (Perse).

## Biographie
Il fait ses premiers pas au piano dès l’âge de neuf ans sous la direction de Gholam Loghmani puis de Bahram Nasrollahi. Il poursuit ses études de musique et piano de manière plus approfondie auprès de Farman Behboud, professeur au conservatoire de Musique de Téhéran. Dès l’âge de quinze ans, il commence ses recherches musicologiques sur les activités artistiques des musiciens persans du XXe siècle. 
En 1998, il termine le premier volume de sa recherche sur les compositeurs et chef d’orchestre dans un livre publié en 2000. Cet ouvrages est salué par la revue Iranian Musicology Quarterly et est cité en référence dans de publications diverses dont le prestigieux Encyclopedia Iranica. De 2001 à 2005, Pejman Akbarzadeh travaille pour divers journaux réformistes persans à Téhéran dont les revues Yas-e No et Shargh qui furent interdites par les autorités iraniennes. Certains de ses articles (essentiellement sur la musique, la culture et l’histoire) ont été publiés aux États-Unis dans la revue Persian Heritage ainsi que Payvand News. Il fut également correspondant pour BBC Persian Service.
De 2002 à 2006, il représente l’organisme « Persian Gulf Online » à Téhéran et donne des conférences aux « Persian Studies Foundation » à Shiraz et au « Forum des Artistes » à Téhéran. En 2006, à cause de la censure exercée par le régime iranien sur la liberté d’expression, il quitte l’Iran pour la Hollande où il est engagé comme producteur à Radio Zamaneh, radio persanophone basée à Amsterdam. Son premier récital de musique persane au piano eut lieu dans la capitale néerlandaise en mars 2008. Le succès de ce concert donné à Bethanienklooster lui offre l’occasion de jouer dans d’autres villes du Royaume ainsi qu’en Allemagne.
En août 2008, il dédie son récital à l’université de Cologne à son collègue et ami Ahmad Batebi, symbole vivant du mouvement démocratique de l’université de Téhéran, dont l’image emblématique est la couverture du journal britannique The Economist en 1999. Celui-ci doit fuir l’Iran après avoir été arrêté et torturé. Le récital est applaudi par le journal internet Iranian.com et Mahmoud Khoshnam décrit la performance comme « sensible et douce tout en étant ferme et confiant dans le ton ». 
En 2008 il termine son documentaire sur la légendaire diva persane Hayedeh qui dispait en exil en 1990. Hayedeh : Légende d’une Diva de la Perse fut projeté le 1er mai 2009, lors de la troisième édition du festival Noor du film iranien (en) de Los Angeles. Le film y a reçu l’hommage du légendaire réalisateur hollywoodien d’origine persane Reza Badiyi (Six Million Dollar Man, Mission Impossible, Bay Watch). Ainsi déclare-t-il, lors d’une interview avec Homa Sarshar sur Radio 670 KIRN, que le film est « un chapitre magnifique et belle de la vie de Hayedeh »[réf. nécessaire]. Le film est également projeté au Festival international de films en exil à Gothembourg en Suède en 2009 et au festival de films iraniens de Zaandam aux Pays-Bas en 2010.
Lors de l’été 2009, à la suite des mouvements de protestations en Iran qui furent réprimés dans le sang, il rejoint le mouvement de solidarité internationale en soutien au peuple iranien lors des manifestations à travers l’Europe. Donnant ainsi des concerts à Amsterdam, lors de la conférence International Solidarity Conference with Iran's Students tenue à l’université de Delft ainsi que lors de la conférence sur les Droits de l’Homme et la liberté de la Presse au théâtre Tropen d’Amsterdam en coopération avec UNITED4IRAN.
En 2009, il présente lors d’une émission sur les radios hollandaises Radio 5 et OBA Show, un récital de piano en deux parties. Il continue ses études de piano à Amsterdam et travaille actuellement sur son prochain documentaire sur la Communauté persane aux Pays-Bas.